# Gare de Milhaud
Gare de Milhaud – przystanek kolejowy w Milhaud, w departamencie Gard, w regionie Oksytania, we Francji.
Jest przystankiem kolejowym Société nationale des chemins de fer français (SNCF), obsługiwanym przez pociągi TER Languedoc-Roussillon.